# MBK・Booster
 MBK・Boosterとは、MBKが発売している50ccスクーターのシリーズ車種である。

## 概要
フランスのMBK社で製造されるスクーターである。中心となる2ストローク50ccモデルの他、4ストローク125ccエンジンを搭載したモデル(台湾ヤマハ製造のbw's125がベース)、及び4ストローク50ccエンジンを搭載したモデル(ヨーロッパヤマハで販売されているGiggle/日本のヤマハで販売されているVOXがベース)等、排気量別にバリエーションが存在する。過去には、2ストローク100ccエンジンを搭載したモデル(台湾ヤマハで販売されていたbw's100がベース)も販売されていた。
排気量別には、台湾ヤマハで製造される100cc(空冷2サイクル101cc)及び125cc(空冷4サイクル124cc)も存在する。
2013年現在、新車販売されている3代目モデルは、バッジエンジニアリングモデルとしてヤマハ・BW'Sの名称で、ヨーロッパ圏各地で販売されている。外装各部やフレーム等に刷新を受けているものの、基本的なスタイルやエンジン本体には大幅な設計変更は加えられる事なく、20年以上に渡り販売されるロングセラーモデルなっている。

## 車両解説
搭載されるエンジン(空冷2サイクル49cc)は、縦型シリンダーを採用するJOGやチャンプ、及びbw's50用として、日本のヤマハによって開発・製造されていたものをベースに、イタリアのMinarelli社によって製造されている。日本やアメリカと異なり、製造国のフランスをはじめEU圏各国では、50ccモデルにはそれ以上の排気量と比較して排出ガス規制が緩慢であるため、触媒や2次エア導入システムを追加した上で製造が続けられている。日本国内で30年前（初代ジョグは1983年発売）に設計されたエンジンが、ヨーロッパ圏では未だ現役であることは極めて異例であると言える。
50ccモデルは、その設計の大部分を日本のヤマハによって製造・販売されていたbw's50(初代)のものを下敷きとしており、エンジンやフレーム、外装等多岐に渡り互換性を有する。
前後10インチのオフロードタイヤを備えたモデルの他、12インチ又は13インチのロードタイヤを装着するモデル、及びバーハンドルスタイルを採用するモデル等、豊富なバリエーションが存在する。

## 遍歴
- 初代は1988年の秋に販売開始された。基本的なスタイルは3AA型bw's50に準じる。
- 2代目は1995年に「NextGeneration」のペットネームを付けて新型として登場した。台湾ヤマハのbw's100(4VP)に倣ったスタイルとなり、縦型エンジンながらメットインスペースが装備された。外観が台湾ヤマハ製造のbw's100に倣ったデザインとなり、シート下にヘルメットを収納可能なトランクボックスと前輪ディスクブレーキが採用された。
- 1999年に「NextGeneration」のマイナーチェンジが行われた。主な変更箇所は、新採用のフロントフォークと補強されたフレームである。
- 3代目は2004年に登場。再び初代モデルのようなスタイルに回帰し、メットインスペースは廃止された。全体のスタイルは初代モデルと同じであるが、外装各部やフレーム等は形状の変更を受けており、互換性を持たない。
- 2012年には、従来の10インチモデル及び12インチモデルに加え、ヨーロッパ圏の50ccスポーツモデルに広く採用される13インチを採用するモデルが追加され、よりアフターマーケットのチューニング要望に応えるモデルとなった。